# Ziama-massief
Het Ziama-massief is een beboste bergketen in de regio Nzérékoré in het zuidoosten van Guinee.
Het Ziama-massief strekt zich uit van noordoost naar zuidwest en gaat zuidwaarts naar Liberia als de Kpo-range. De beekjes van de oostelijke hellingen stromen uit in de Saint Paul en die van de westelijke hellingen in de Lofa. Allebei de rivieren stromen in zuidwestelijke richting door Liberia om uit te monden in de Atlantische Oceaan. De hoogste punten van het massief reiken tot bijna 1.400 meter boven zeeniveau. Het beboste landschap bestaat uit valleien, plateaus, ronde bergkammen, rotsachtige toppen, steile kliffen en granieten ontsluitingen.
Het Ziama-massief maakt deel uit van de ecoregio Guineese montane bossen en herbergt een andere flora en fauna dan de omliggende laaglanden. 
Het Ziama-bos werd in 1932 aangewezen als natuurreservaat en in 1980 goedgekeurd als biosfeerreservaat door UNESCO, met een oppervlakte van 1.161,70 km². Het wordt door natuurbeschermers beschouwd als een overblijfsel van de verder afnemende Boven-Guineese wouden. Het biosfeerreservaat van het Ziama-massief herbergt meer dan 1.300 plantensoorten en meer dan 500 diersoorten.

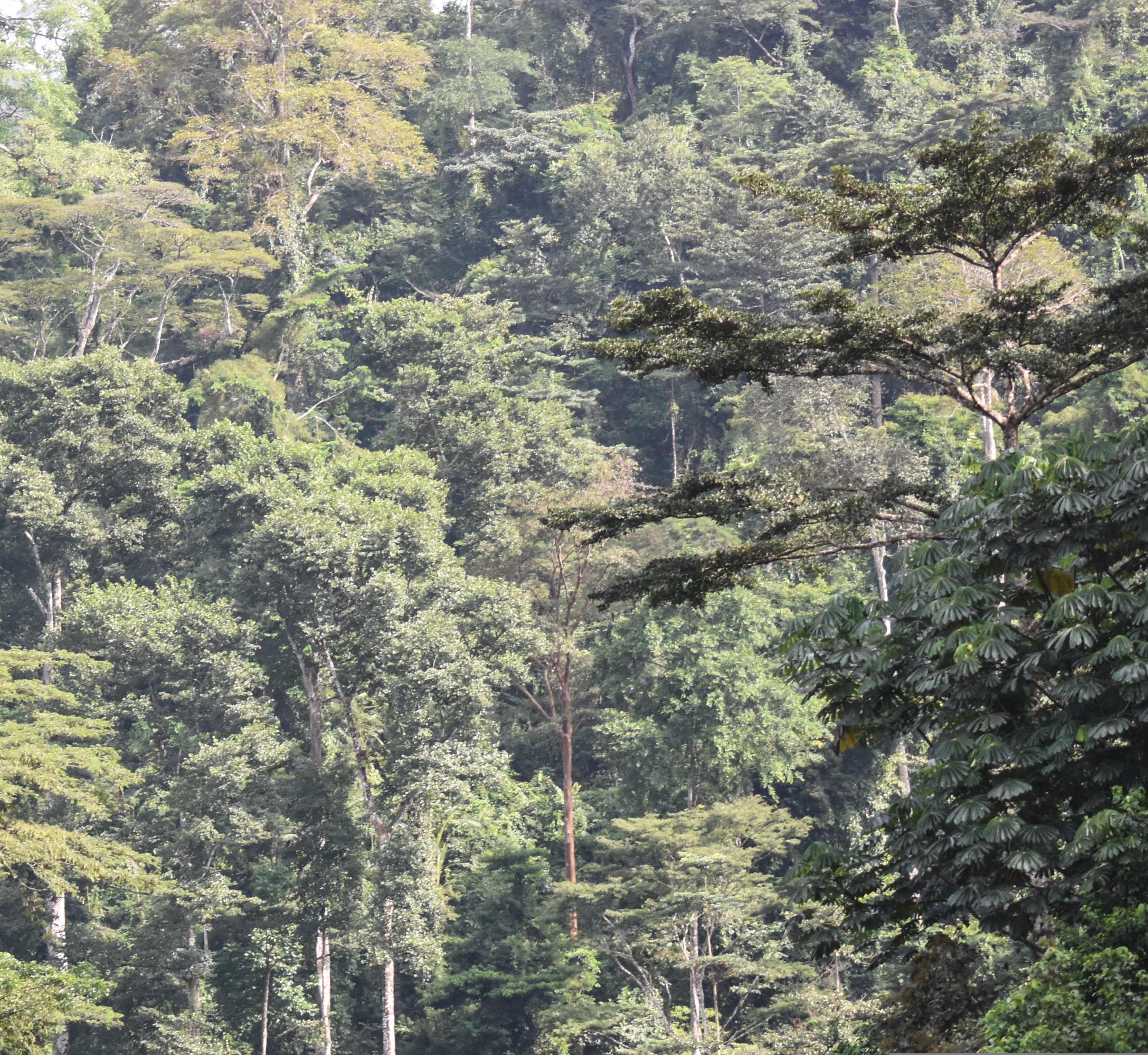
Bossen aan de noordelijke zijde van het Ziama-massief